# ادموند کلارک
ادموند کلارک (به انگلیسی: Edmund Clark) (زاده ۱۰ اکتبر ۱۹۴۷) کارآفرین، بانکدار و مدیر ارشد اجرایی کانادایی است، که در حال حاضر به‌عنوان مدیر عامل اجرایی و رییس هیئت مدیره تورنتو-دومینیون بانک فعالیت می‌کند.